# (4421) Kayor
(4421) Kayor es un asteroide perteneciente al cinturón de asteroides, descubierto el 14 de enero de 1942 por Karl Wilhelm Reinmuth desde el Observatorio de Heidelberg-Königstuhl, Alemania.

## Designación y nombre
Designado provisionalmente como 1942 AC. Fue nombrado Kayor en honor a "Kay" y "Roy", padres del astrónomo estadounidense G. V. Williams.